# Thenea schmidti
Thenea schmidti är en svampdjursart som beskrevs av William Johnson Sollas 1886. Thenea schmidti ingår i släktet Thenea och familjen Pachastrellidae. Inga underarter finns listade i Catalogue of Life.